# Sawallja (Kolomyja)
Sawallja (ukrainisch Завалля; russisch Завалье Sawalje, polnisch Zawale) ist ein Dorf im Osten der ukrainischen Oblast Iwano-Frankiwsk mit etwa 1100 Einwohnern (2001).

## Geschichte
Das erstmals 1479 schriftlich erwähnte Dorf
lag zunächst in der Woiwodschaft Ruthenien der Adelsrepublik Polen-Litauen. Von 1772 an bis 1918 gehörte Sawallja zu Galizien innerhalb der Habsburgermonarchie. Nach dem  Ersten Weltkrieg kam es zu Polen und lag dort von 1921 an in der Woiwodschaft Stanislau.
Nach der Annexion Ostpolens durch die Sowjetunion kam das Dorf 1939 an die Ukrainische SSR und nach dem Beginn des Deutsch-Sowjetischen Krieges im Juni 1941 in den Distrikt Galizien des Generalgouvernements. Nach der Rückeroberung durch die Rote Armee kam die Ortschaft 1944 erneut an die Ukrainische Sowjetrepublik, bis sie 1991 Bestandteil der nun unabhängigen Ukraine wurde.

## Geografische Lage
Sawallja liegt an der Grenze des historischen Ostgalizien zur Bukowina und liegt an der Mündung des Tscheremosch in den Pruth auf dem gegenüberliegenden Ufer der, in der Oblast Tscherniwzi gelegenen Siedlung städtischen Typs, Nepolokiwzi, 12 km südlich vom ehemaligen Rajonzentrum Snjatyn und 100 km südöstlich vom Oblastzentrum Iwano-Frankiwsk. Das Dorf besitzt eine Bahnstation an den Bahnstrecken Lwiw–Tscherniwzi und Sawallja–Wyschnyzja.
Am 12. Juni 2020 wurde das Dorf ein Teil neu gegründeten Stadtgemeinde Snjatyn; bis dahin bildete es zusammen mit dem Dorf Sapruttja (Запруття) die Landratsgemeinde Sawallja (Завальська сільська рада/Sawalska silska rada) im Südosten des Rajons Snjatyn.
Am 17. Juli 2020 wurde der Ort Teil des Rajons Kolomyja.